# Carlos Kaiser
Carlos Henrique Raposo (sinh ngày 2 tháng 4 năm 1963 tại Rio de Janeiro), còn được biết đến rộng rãi với tên gọi Carlos Kaiser là một cựu cầu thủ bóng đá Brasil. Ông từng đầu quân cho nhiều đội bóng lớn tại Brasil và cũng từng tham gia vào các đội bóng lớn ngoại quốc như ở Pháp và Argentina và từng là bạn thân của danh thủ Romário. Tuy nhiên, trong sự nghiệp cầu thủ kéo dài gần 20 năm của mình, ông chỉ tham gia 30 trận đấu nhưng không có bàn thắng hoặc là theo một thông tin khác, chưa từng thi đấu chính thức trận nào cho các đội bóng của mình.

## Sự nghiệp

### Bóng đá
Carlos Henrique Raposo sinh vào ngày 2 tháng 4 năm 1963 trong một gia đình lao động nghèo ở ngoại ô thành phố Rio de Janeiro, Brasil. Cha của ông là công nhân còn mẹ ông là đầu bếp. Lớn lên ở khu ổ chuột Porto Alegre, tại đây, Carlos đã tiếp xúc với trái bóng tròn. Cũng giống như những đứa trẻ cùng cảnh ngộ khác, ông đã chơi bóng bằng chân đất trên những con phố bụi bặm. Năm 1973, cha ông đã cho ông tham gia vào lò đào tạo trẻ của câu lạc bộ Botafogo. Mồ côi cha năm 13 tuổi, đến năm 16 tuổi, ông đi sang México và được đội bóng Puebla ký hợp đồng chuyên nghiệp đầu tiên. Tuy nhiên, ông không hề tham gia một trận đấu nào khi luôn bịa đặt ra lý do chấn thương để trì hoãn ra sân. Sau đó, ông chuyển sang Hoa Kỳ và ký hợp đồng với một câu lạc bộ ở Texas là El Paso trong ba tháng, nhưng cũng không hề tham gia thi đấu. Sau khi quay trở về Brazil, ông ký hợp đồng với câu lạc bộ Bangu tại thành phố Rio de Janeiro. Trong thời gian này ông đã từng gây hiềm khích với khán giả đội nhà trong một trận đấu mà họ bị dẫn trước 2 bàn khi thời gian mới chỉ có 8 phút.
“ Khi bị cổ động viên la ó, tôi đã xông lên khán đài đấm đá. Tôi biết, hành động này sẽ giúp tôi không phải... thi đấu ”— Carlos Kaiser   
Sau đó, ông chuyển sang Pháp và được câu lạc bộ Gazélec Ajaccio ký hợp đồng, ông ở lại đây trong 8 năm nhưng cũng không hề thi đấu cho họ một trận nào. Ông tiếp tục lừa dối người khác nhưng cũng có câu lạc bộ mặc dù đã biết nhưng vẫn bỏ qua. Alexandre Torres, đồng đội cũ của ông ở Flamengo từng nhận xét rằng:
“ Kaiser khoe từng thi đấu 8 năm ở Pháp nhưng chúng tôi thừa biết anh ta chưa thi đấu trận nào. Anh ấy hài hước, luôn biết cách làm cho mọi người vui và không hại ai bao giờ cả. Các huấn luyện viên cũng thích, nên dù không thi đấu, anh ta vẫn tập luyện và lên xe bus cùng đội để tới sân vận động. Kaiser từng điều 10 cô gái tới khách sạn cho các cầu thủ... giao lưu cả đêm mà không mất tiền vì họ thích Kaiser ”— Carlos Kaiser   
Khoảng đầu thập niên 1990, Kaiser trở lại Botafogo. Ông tiếp tục lừa dối đồng đội bằng cách dùng điện thoại di động giả để đàm thoại với các huấn luyện viên nổi tiếng ở châu Âu. Đầu năm 2011, trên đài truyền hình Globo, Kaiser tự nhận mình là thành viên của câu lạc bộ Independiente (Argentina), từng đăng quang Copa Libertadores 1984 và phóng đại về sự tỏa sáng của mình ở giải đấu này.

### Sau khi giải nghệ
Sau khi từ giã sự nghiệp bóng đá, Kaiser làm huấn luyên viên thể dục thể hình ở Rio de Janeiro. Ông cũng đã từng xin lỗi vì các trò lừa đảo của mình trong quá khứ.
| “                                  | Trong các buổi kiểm tra, Kaiser luôn thuyết phục huấn luyện viên, tuyển trạch viên rằng anh ấy bị chấn thương. Kaiser cũng luôn biết cách làm cho người ta hiểu rằng, anh ấy là thiên tài nhưng không thể chơi bóng. Kaiser đúng là một nghệ sĩ | ” |
| — Carlos Alberto de Araujo Prestes | |   |